# Форт Сен-Жан (Марсель)
Форт Сен-Жан (фр. вимова: [fɔʁ sɛ̃ʒɑ̃]) — укріплення в Марселі, побудоване в 1660 році Людовіком XIV біля входу в Старий порт. З 2013 року форт з'єднали двома пішохідними мостами з історичним районом Ле-Паньє та Музеєм європейських і середземноморських цивілізацій; останній є першим французьким національним музеєм, розташованим за межами Парижа.

## Історія
Форт Сен-Жан побудовано на місці, яке раніше займав Військовий орден лицарів-госпітальєрів Святого Іоанна, від чого назвали нову будівлю. Форт Сен-Ніколас побудований в той самий час на протилежному боці гавані. Коментуючи їх будівництво, Людовик XIV сказав: «Ми помітили, що жителі Марселя надзвичайно люблять гарні фортеці. Ми хотіли мати свою власну біля входу в цей великий порт». Насправді два нових форти побудовано у відповідь на місцеве повстання проти губернатора, а не для захисту міста: їхні гармати спрямували всередину міста, а не назовні до моря.
Дві попередні будівлі включили в структуру форту: комендатура лицарів-госпітальєрів Святого Іоанна Єрусалимського дванадцятого століття, яка служила монастирським притулком під час хрестових походів; і вежа п'ятнадцятого століття Рене I, короля Провансу.
У квітні 1790 року форт Сен-Жан захопив революційний натовп, який обезголовив шевальє де Босса, командувача королівського гарнізону, коли командувач потрапив у полон після того, як він відмовився здати фортецю. Під час наступних років Французької революції форт використовували як в'язницю, де тримали Луї Філіпа II, герцога Орлеанського та двох його синів, Луї-Шарля, графа Божоле, і Антуана Філіпа, герцога Монпансьє. Після повалення Робесп'єра в 1794 році близько сотні якобінських в'язнів, яких тримали у форті, вбито.
Протягом 19-го та початку 20-го століть форт Сен-Жан перебував у володінні французького війська, яке використовувало його як казарми та очисну станцію для Африканської армії. У роки, коли Французький іноземний легіон базувався переважно в Північній Африці (1830—1962), форт був кінцевою зупинкою для новобранців Легіону, призначених для базової підготовки в Алжирі.
Під час Другої світової війни Форт Сен-Жан окупували німецькі війська в листопаді 1942 року. У серпні 1944 року, під час визволення Марселя, вибух на складі боєприпасів у форті зруйнував більшу частину його історичних мурів і будівель. І хоч Форт Сен-Жан повернули французькій армії, він залишався в занедбаному стані, поки його не передали Міністерству культури в 1960 році. Класифікований як пам'ятка історії у 1964 році, пошкоджені частини форту були реконструйовані між 1967 і 1971 роками.
У 2013 році форт Сен-Жан став частиною Музею європейських і середземноморських цивілізацій (MuCEM). Основні будівлі, що входять до складу комплексу, включають:
- вежа короля Рене, присвячена історії місця;
- у будівлі ДРАССМ розміщено центр документації; і
- Будівля Georges Henri Rivière зарезервована для тимчасових виставок.[5]

## Галерея

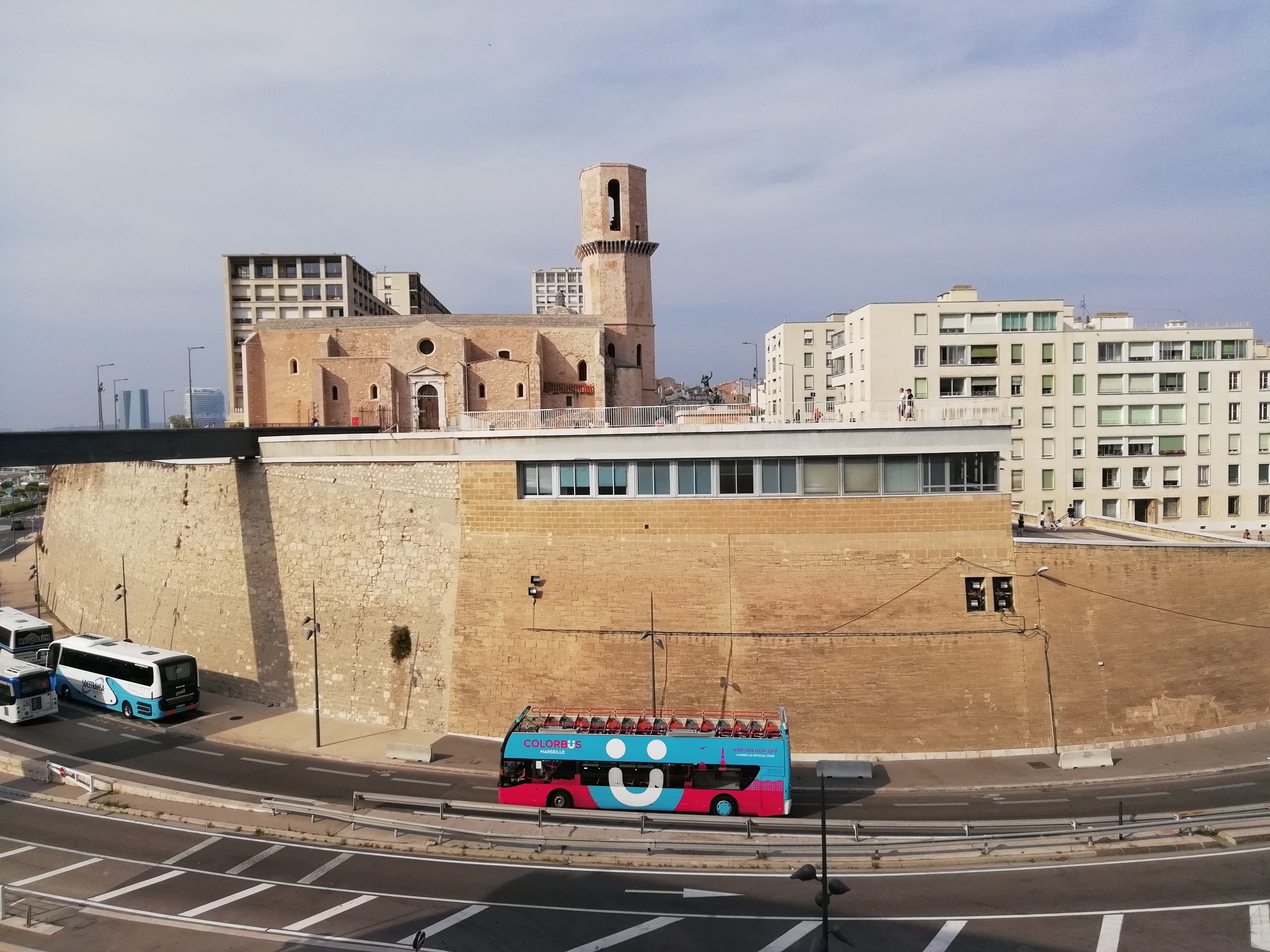
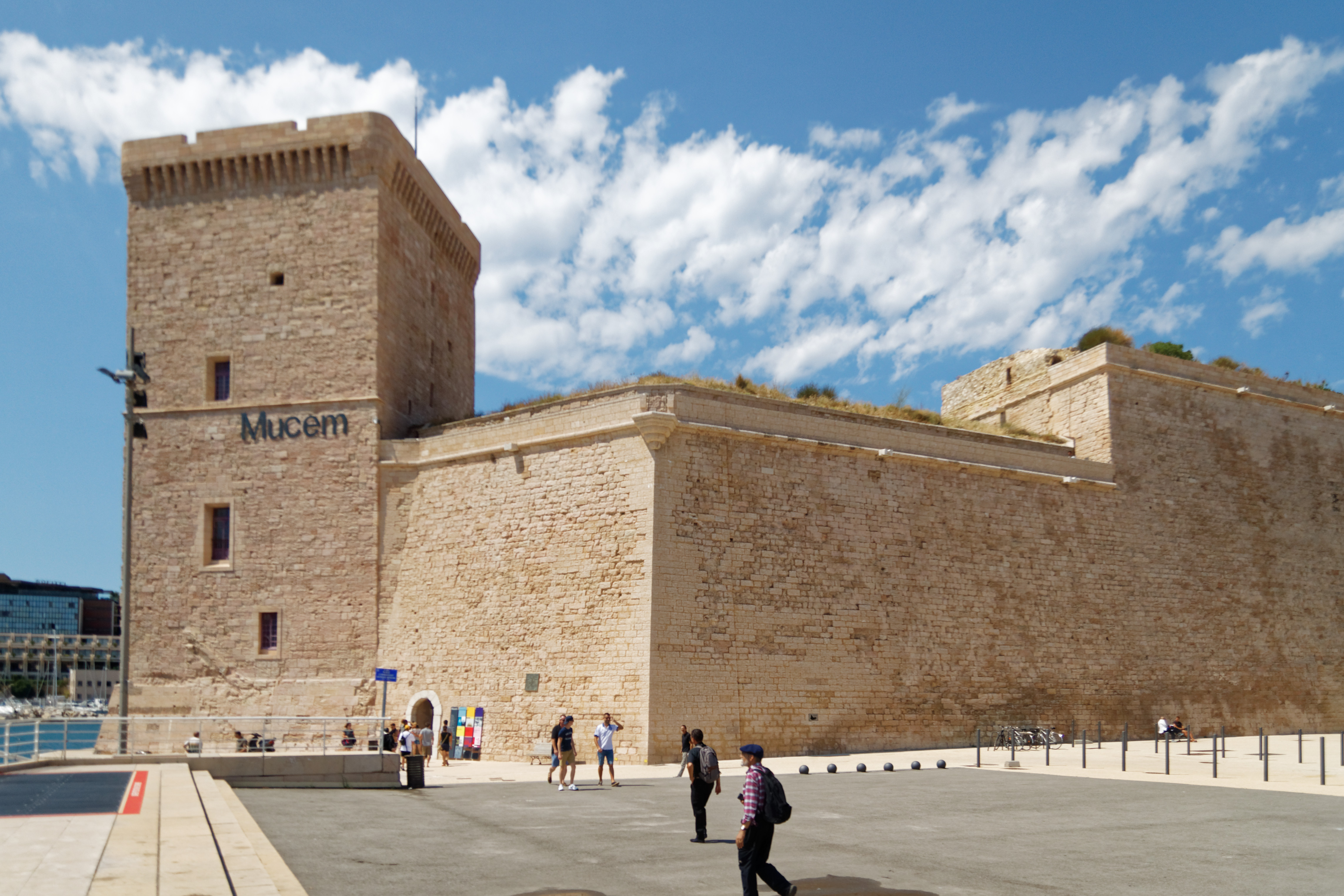
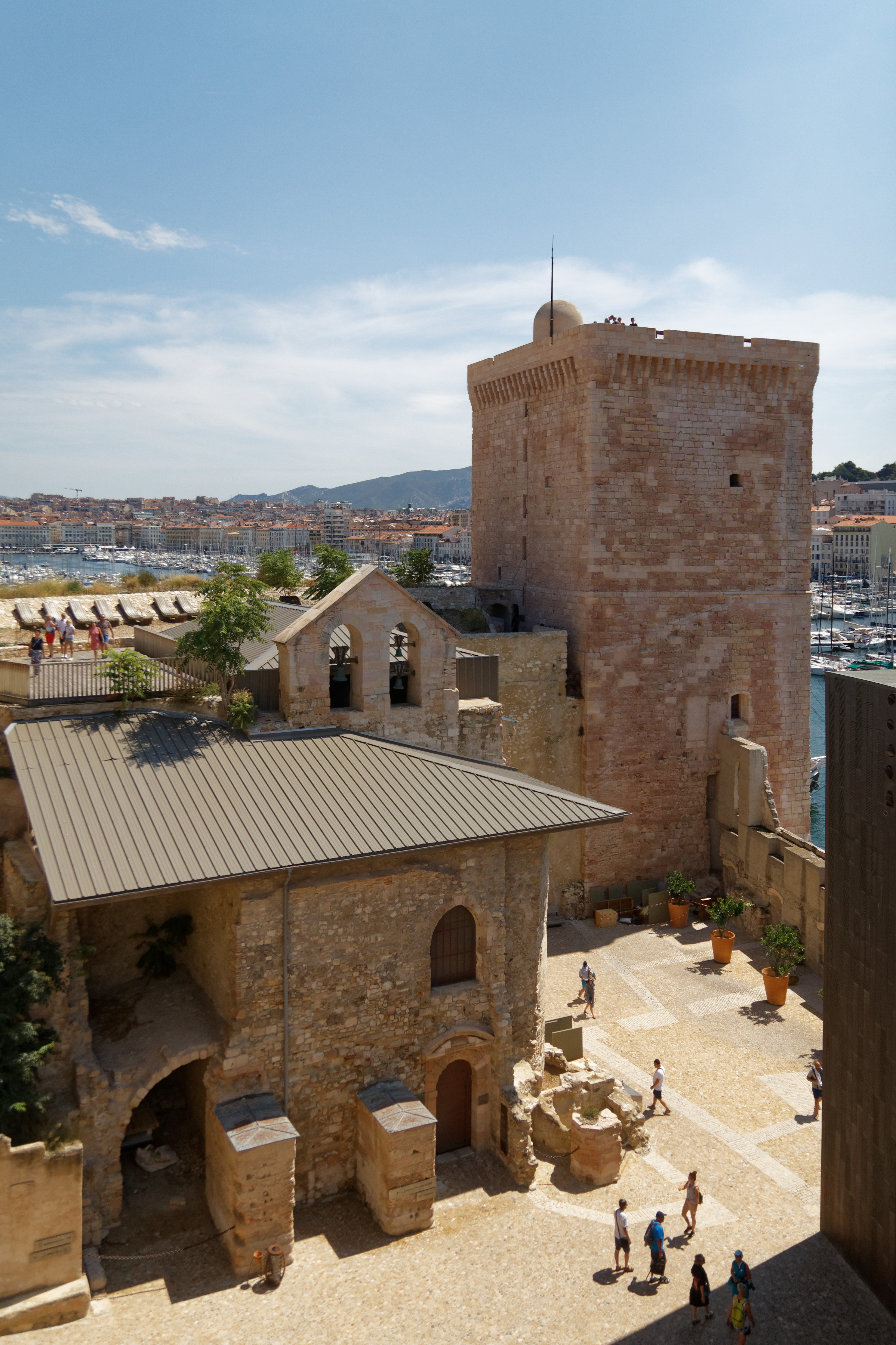
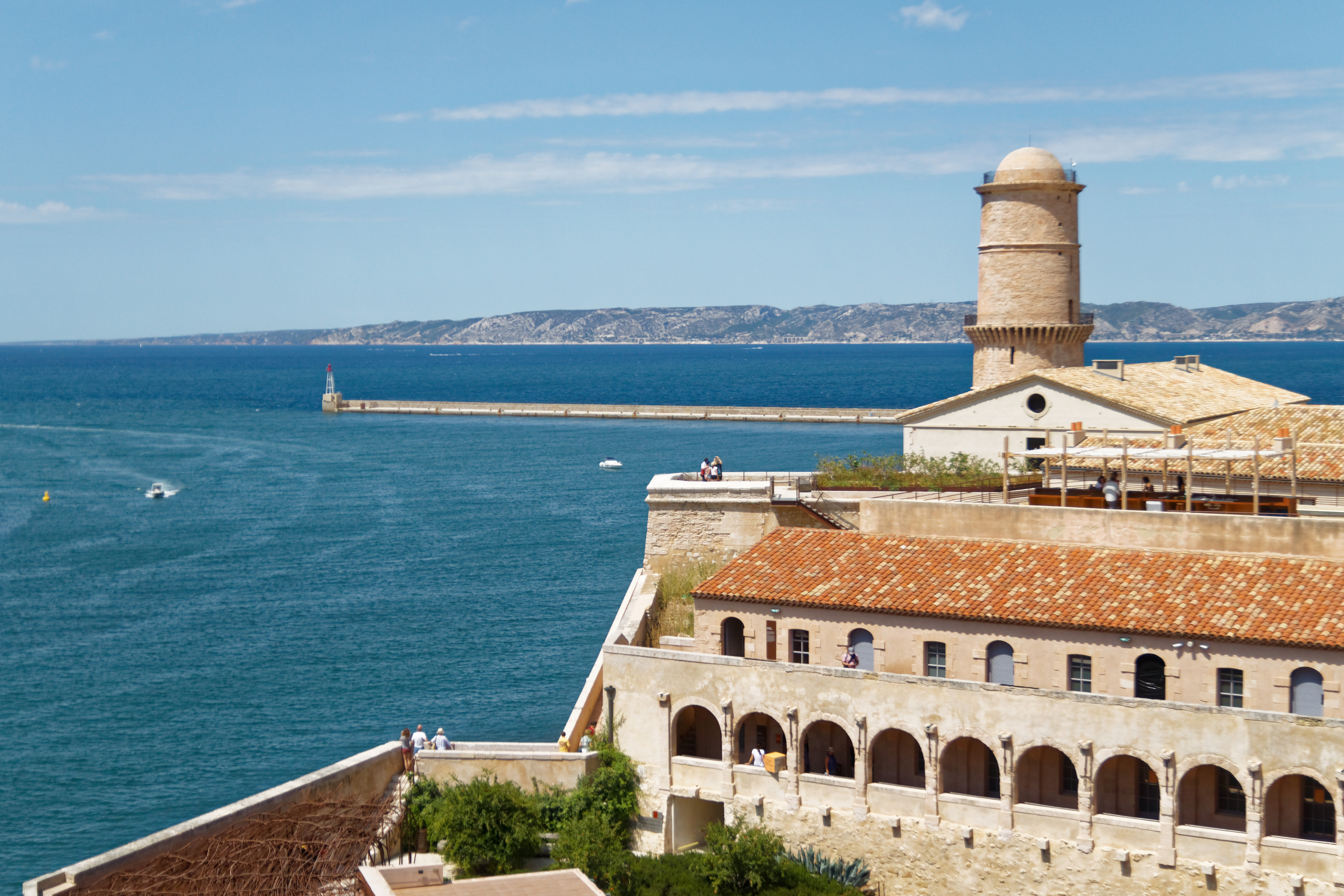
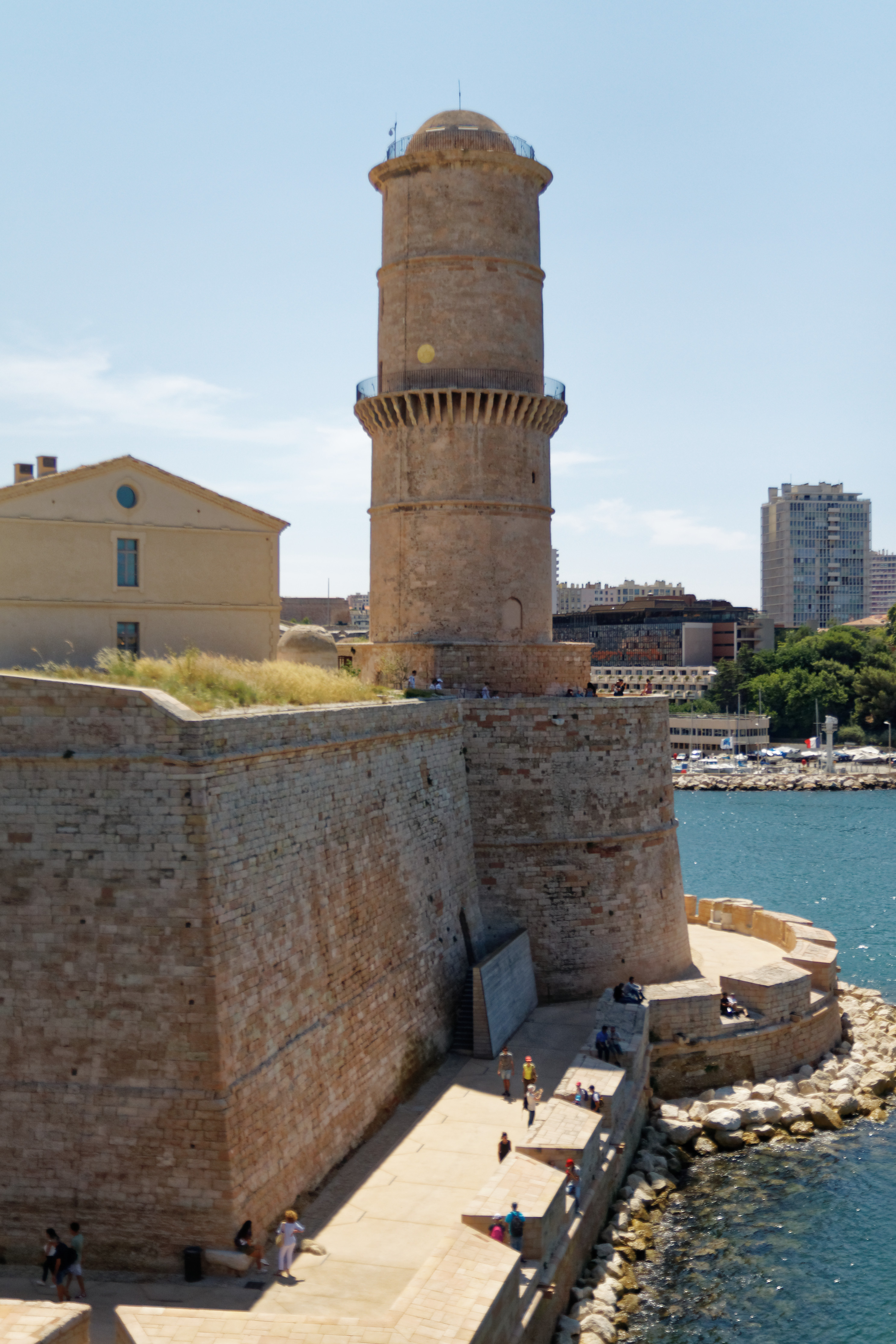
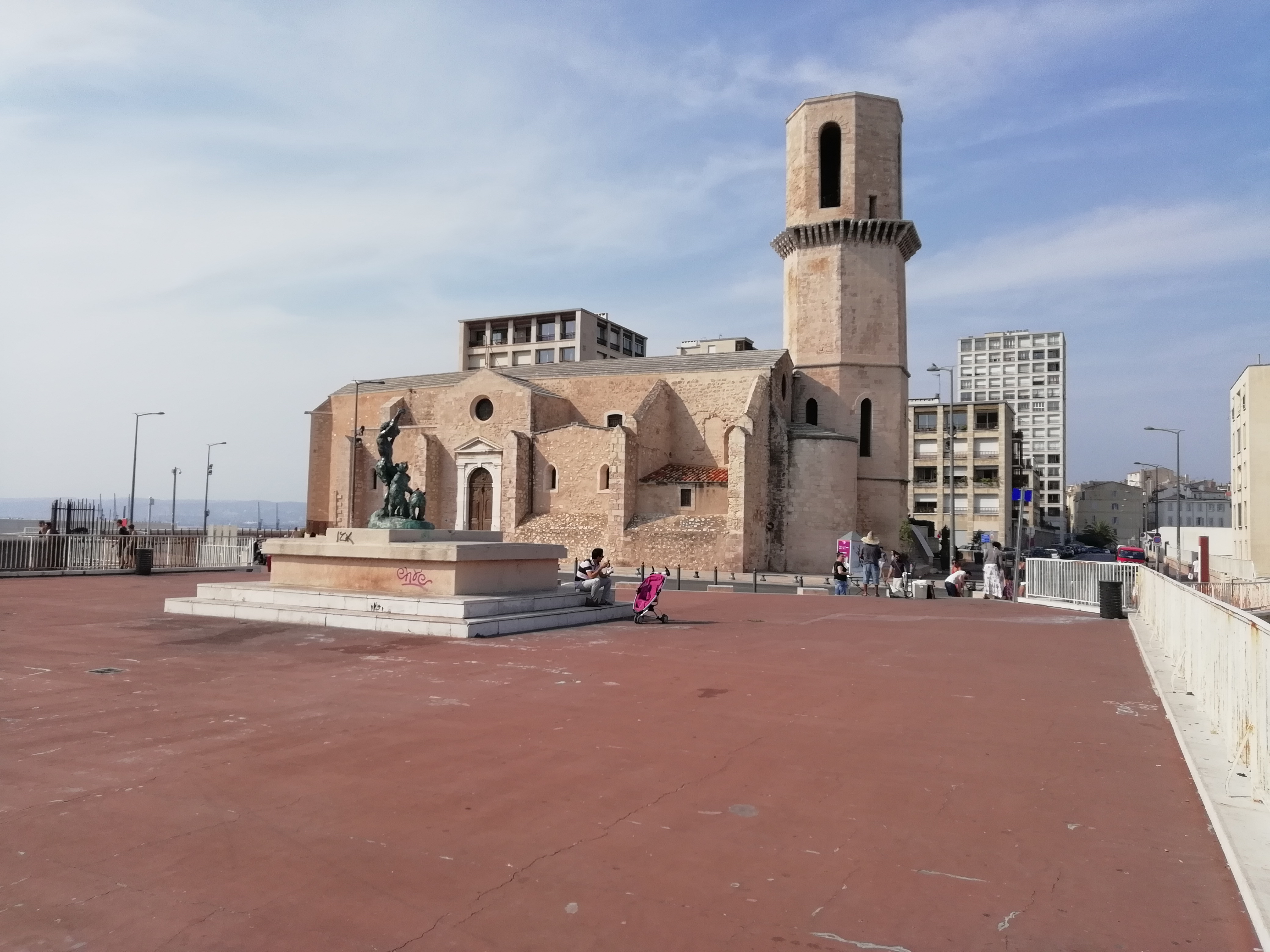
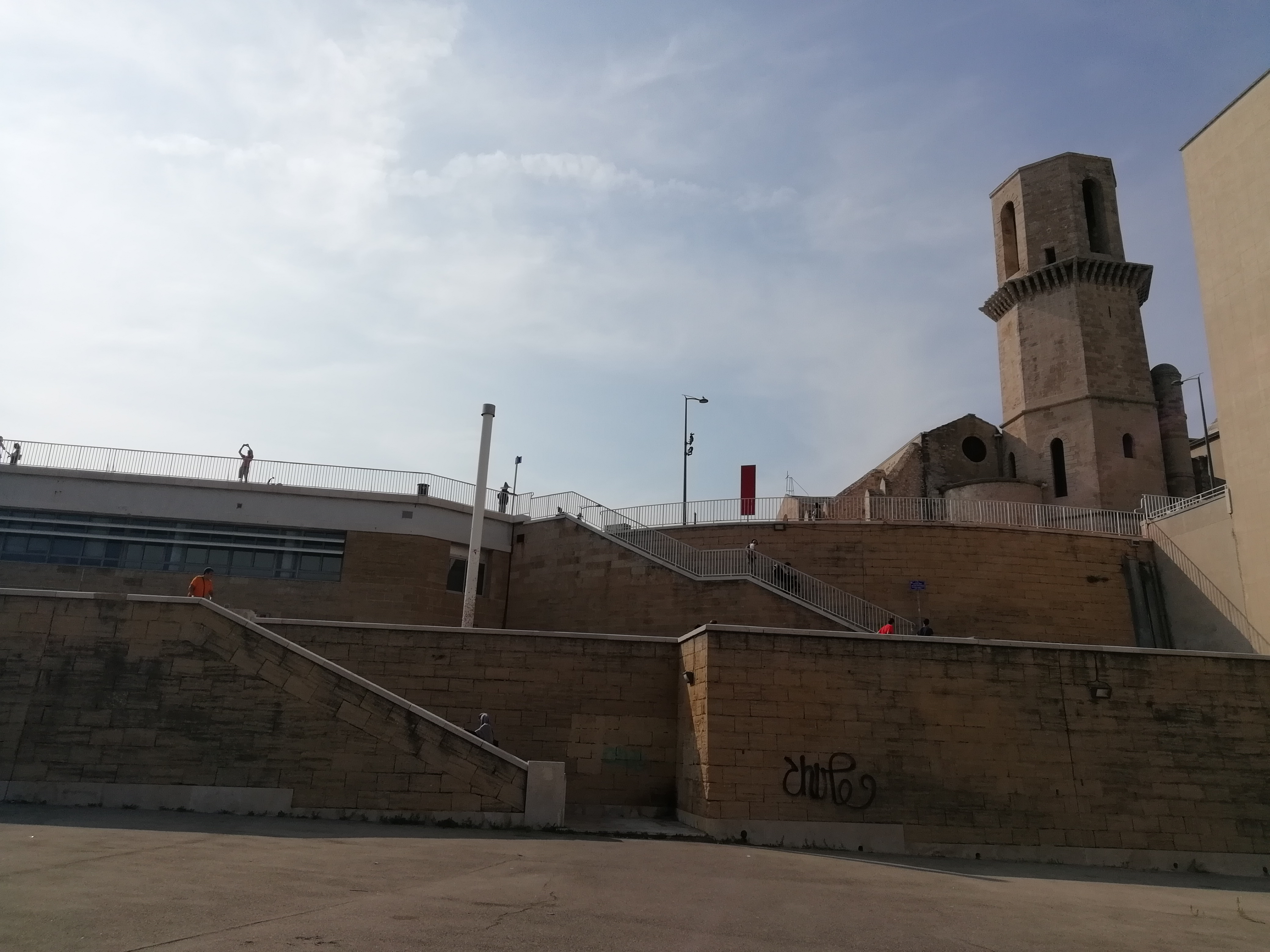